# Сельское поселение Шпановка
Сельское поселение Шпановка — муниципальное образование в Кошкинском районе Самарской области.
Административный центр — село Шпановка.

## Административное устройство
В состав сельского поселения Шпановка входят:
- село Старая Ивановка,
- село Шпановка,
- посёлок Верхняя Ивановка,
- посёлок Горный,
- посёлок Михайловка,
- посёлок Привольный,
- деревня Киевка,
- деревня Левый Салаван,
- деревня Новая Зубовка,
- деревня Островка,
- деревня Титовка,
- деревня Седовка.